# Джерело Святої Праведної Анни (Дубенський район)

Купальня у Джерелі Святої Анни. Вигляд зі східців.

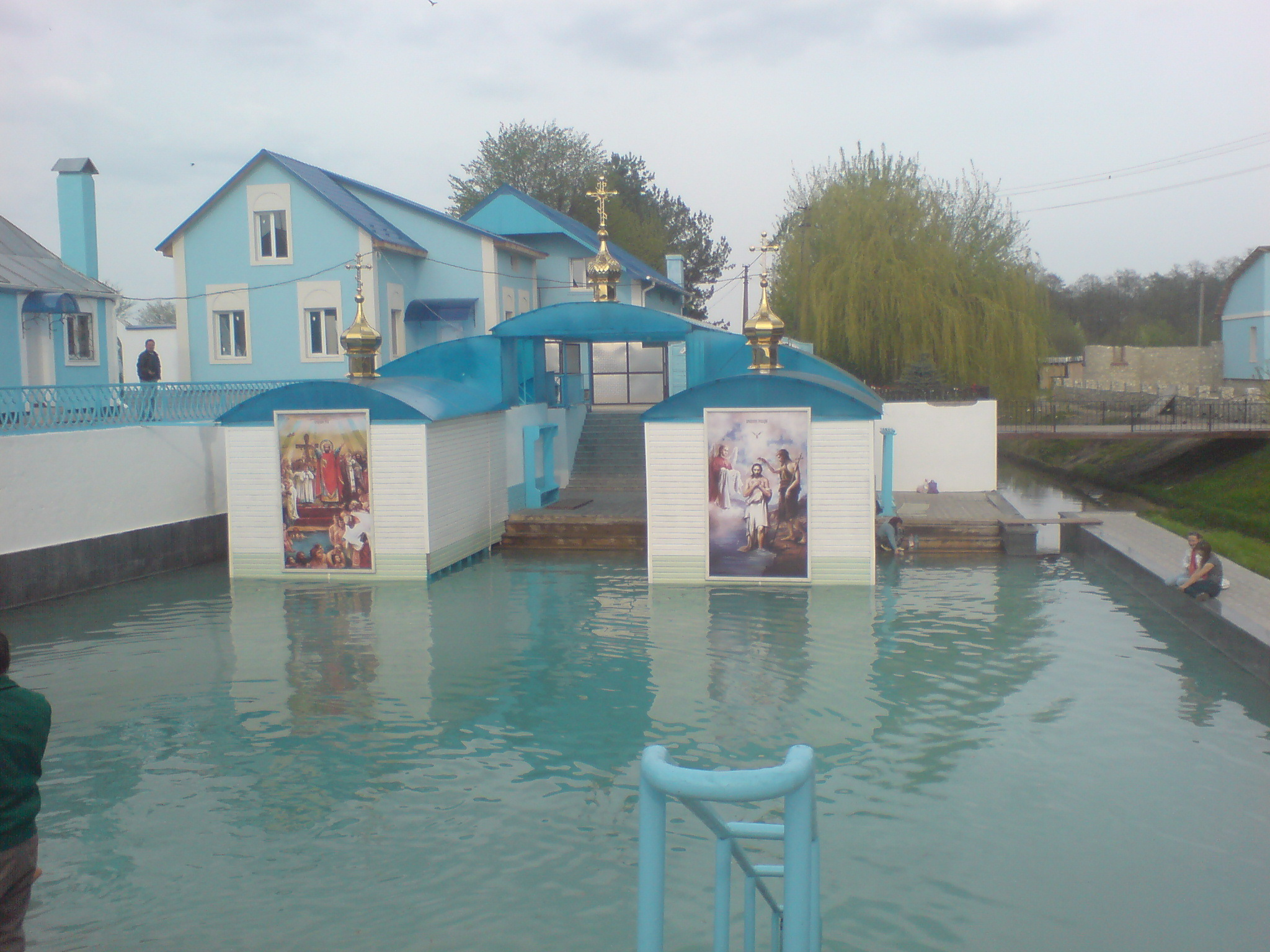
Купальня у Джерелі Святої Анни. Вигляд зі східців, трохи далі із правого боку видно місце злиття вод джерела із маленькою річкою.

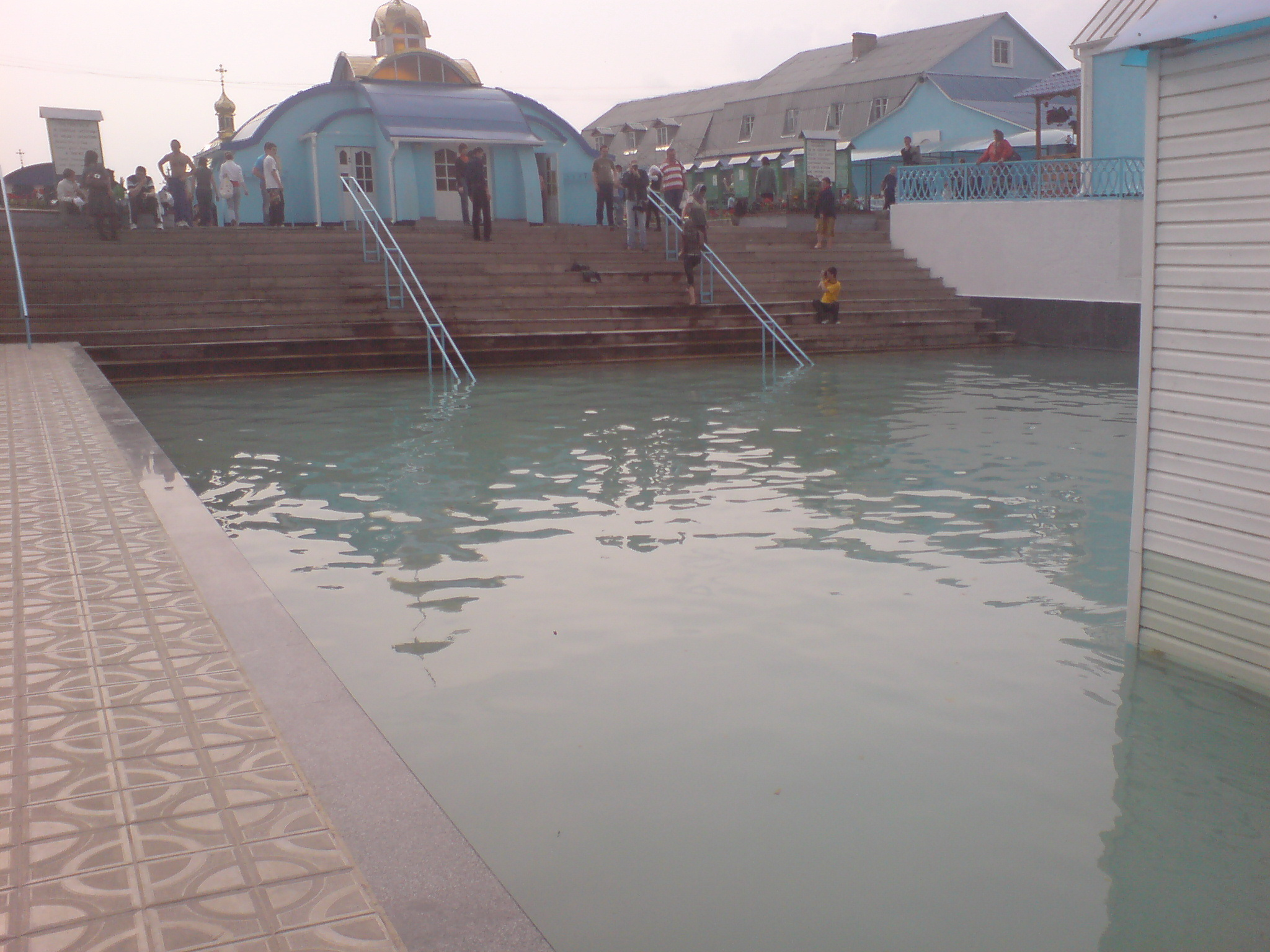
Інша сторона східців джерела Святої Анни.

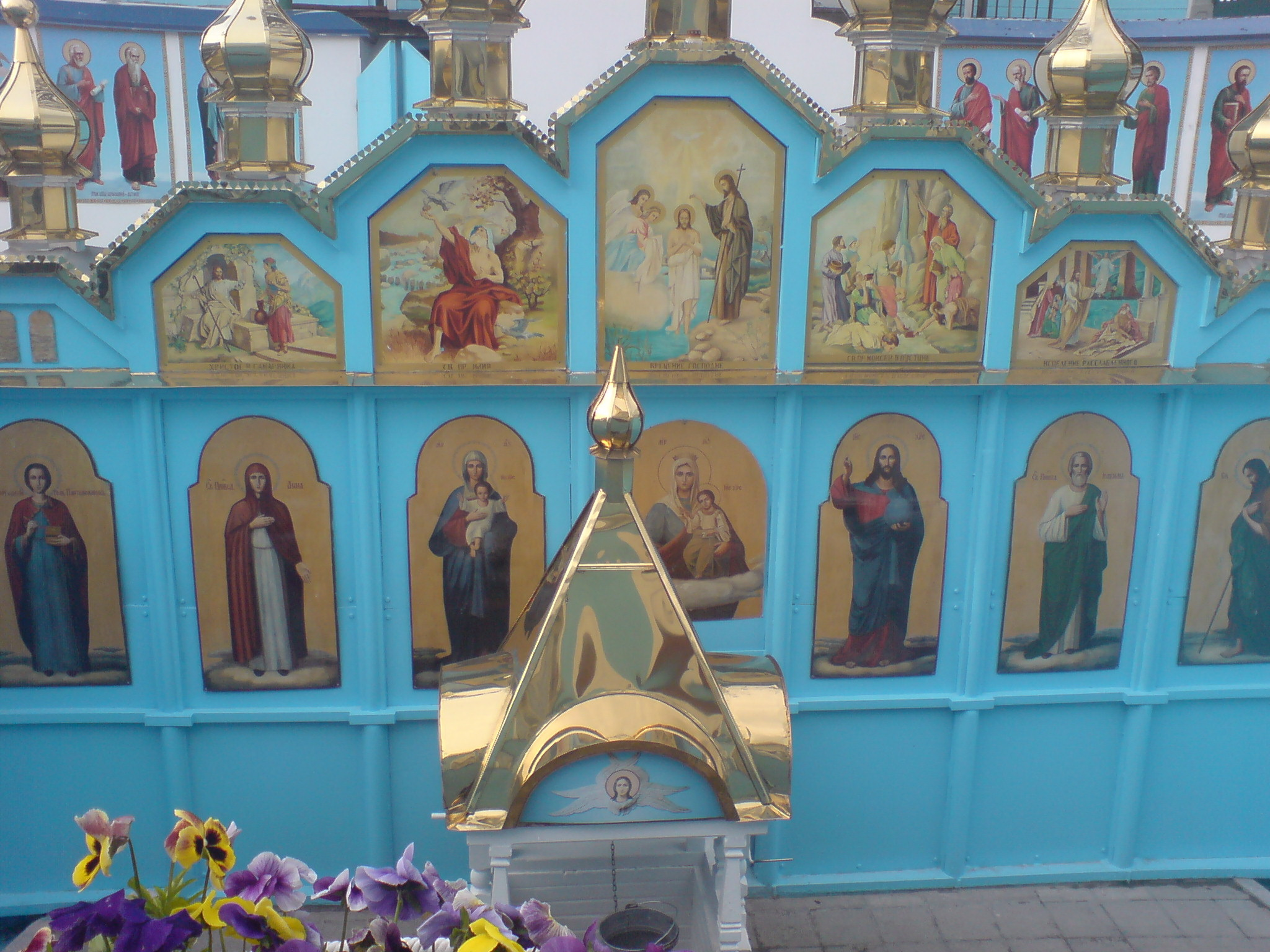
Криниця джерела Святої Анни.

Джерело (Купальня) Святої Праведної Анни  — гідрологічна пам'ятка природи місцевого значення, вода витікає із крейдяного підвищення. Розташована на західній околиці села Онишківці Дубенського району Рівненської області, за 1 км від межі між Рівненською та Тернопільською областями. Джерело знаходиться на території Скиту святої праведної Анни Свято-Миколаївського Городоцького жіночого монастиря Української Православної Церкви.

## Легенда
На місці джерела в давні часи була церква. Храм пережив монголо-татарську навалу й був збережений від наруги, але одного дня дивовижним чином увесь увійшов під землю. Селяни збудували нову церкву в іншому місці, але переказ про храм під землею передавався з покоління в покоління.
На тому ж місці, де була давня церква, об'явилася ікона Святої Праведної Анни. Першими її побачили діти-пастушки. Вони показали ікону усім селянам. Люди урочисто перенесли ікону до сільської церкви, але наступного ранку вона знову опинилась на тому ж місці, де об'явилася. Селяни вирішили, що віддали замало почестей іконі й повторили перенесення в сільську церкву, уже з молебнем і багатьма священниками. Однак і вдруге ікона наступного ранку опинилась на місці свого об'явлення. Тоді люди зрозуміли, що ікона обрала собі місце, і збудували для неї каплицю.
З часу об'явлення ікони Святої Праведної Анни на місці, де була давня церква, забило цілюще джерело. За переказами, купання в ньому допомагає від багатьох недуг, а також від безпліддя. Біля джерела облаштовані чоловіча та жіноча купальні.

## Історія
Цілющі властивості джерельної води з Онишківців відомі ще з XVI століття. У 1853 році на добровільні пожертвування була побудована каплиця на місці старовинної. У 1887 році на пожертвування 100 карбованців був зроблений кам'яний підмурівок під каплицею, а з боку крейдяного підвищення змурована кам'яна стіна. У цій каплиці була головна святиня Онишковецького приходу.
Під час Першої світової війни жителі села Онишковців були біженцями. Біля села проходила лінія фронту, ще збереглись залишки австрійських окопів. Каплиця, як і Свято-Троїцький храм, австрійськими вандалами була повністю розібрана на фронтові укріплення. З цього часу безслідно зникли невідомо куди і головні святині ікон Богоматері. У 1930-х роках на кошти селян і богомольців була збудована нова каплиця, на місці розібраної австрійцями. Фундамент був зроблений у вигляді склепінь з двома коридорами під каплицею, по котрих бігла благодатна вода із джерел. У 1959 році на початку літа ця каплиця була закрита радянською владою. Але з часом джерельна вода утворила потужний струмок, котрий оживляв ставки Берегівського рибогосподарства.
У 1991 році мешканці села Онишківці розчистили засипані джерела, які були майже знищені при радянській владі. Люди розчистили джерело, а плити, якими воно було присипане, використали для облаштування невеличкого басейну або купальні, де збиралася цілюща вода. Під час проведення хімічного аналізу води, в ній виявили високу концентрацію срібла і кременю. Вода має незмінну температуру +5 градусів за Цельсієм, не замерзає навіть у найлютіші морози. Вже пізніше біля джерела збудували кам'яну церкву та колодязь.
У 2000 році тут відкрився жіночий скит Свято-Миколаївського жіночого монастиря, що в селі Городок Рівненського району.

## Лікувальні властивості
Вода із джерела бактерицидна, зокрема, згубна для вірусу грипу, дуже швидко зупиняє зовнішню кровотечу, за 2—3 хвилини тамує зубний біль, дуже ефективна при ангіні й нежиті, пародонтозі, за кілька днів усуває кількарічну печію, нормалізує роботу тонкого й товстого кишечника, ефективна при хронічних захворюваннях шлунка і дванадцятипалої кишки. Кременева вода може знижувати рівень цукру у крові, виводити пісок з жовчного міхура та нирок, впливати на нормалізацію функції печінки та нирок, поліпшувати обмін речовин, значно поліпшувати загальне почуття.
50°10′48″ пн. ш. 25°35′47″ сх. д. / 50.18000° пн. ш. 25.59639° сх. д.